# 대한예수교장로회총회연합회
대한예수교장로회총회연합회(약칭 예총연)는 대한민국 장로교 교단들의 연합 단체이다. 2013년 기준 24개 교단이 가입했다. 한국기독교총연합회, 한국교회연합, 한국기독교교회협의회 모두 가입되어 있지 않다.

## 같이 보기
- CBS기독교방송
- 한국장로교총연합회
- 대한예수교장로회연합회